# Luxemburg az 1960. évi nyári olimpiai játékokon
Luxemburg az olaszországi Rómában megrendezett 1960. évi nyári olimpiai játékok egyik részt vevő nemzete volt. Az országot az olimpián 10 sportágban 52 sportoló képviselte, akik érmet nem szereztek.

## Atlétika
Férfi
| Versenyző                                                    | Versenyszám     | Előfutam | Előfutam | Negyeddöntő | Negyeddöntő | Elődöntő | Elődöntő | Döntő     | Döntő    |
| Versenyző                                                    | Versenyszám     | Idő      | Hely.    | Idő         | Hely.       | Idő      | Hely.    | Idő       | Helyezés |
| ------------------------------------------------------------ | --------------- | -------- | -------- | ----------- | ----------- | -------- | -------- | --------- | -------- |
| Roger Bofferding                                             | 200 m           | 23,2     | 6.       | kiesett     | kiesett     | kiesett  | kiesett  | kiesett   | kiesett  |
| Felix Heuertz                                                | 400 m           | 50,2     | 4.       | kiesett     | kiesett     | kiesett  | kiesett  | kiesett   | kiesett  |
| Norbert Haupert                                              | 800 m           | 1:54,7   | 4.       | kiesett     | kiesett     | kiesett  | kiesett  | kiesett   | kiesett  |
| Jean Aniset                                                  | 5000 m          | 15:17,0  | 11.      |             |             |          |          | kiesett   | kiesett  |
| Charel Sowa                                                  | 20 km gyaloglás |          |          |             |             |          |          | 1:42:43,8 | 18.      |
| Charel Sowa                                                  | 50 km gyaloglás |          |          |             |             |          |          | 4:57:00,4 | 21.      |
| Roger Bofferding Felix Heuertz Norbert Haupert Ramon Humbert | 4 × 400 m váltó | 3:21,7   | 5.       |             | kiesett     | kiesett  | kiesett  | kiesett   |          |

## Birkózás
Kötöttfogású
| Versenyző           | Versenyszám | 1. forduló                     | 1. forduló | 1. forduló | 2. forduló                    | 2. forduló | 2. forduló | 3. forduló        | 3. forduló | 3. forduló | 4. forduló        | 4. forduló | 4. forduló | 5. forduló        | 5. forduló | 5. forduló | 6. forduló        | 6. forduló | 6. forduló | Döntő             | Döntő   | Döntő   | Helyezés |
| Versenyző           | Versenyszám | Ellenfél Eredmény              | Pont       | Hely.      | Ellenfél Eredmény             | Pont       | Hely.      | Ellenfél Eredmény | Pont       | Hely.      | Ellenfél Eredmény | Pont       | Hely.      | Ellenfél Eredmény | Pont       | Hely.      | Ellenfél Eredmény | Pont       | Hely.      | Ellenfél Eredmény | Pont    | Hely.   | Helyezés |
| ------------------- | ----------- | ------------------------------ | ---------- | ---------- | ----------------------------- | ---------- | ---------- | ----------------- | ---------- | ---------- | ----------------- | ---------- | ---------- | ----------------- | ---------- | ---------- | ----------------- | ---------- | ---------- | ----------------- | ------- | ------- | -------- |
| François Schlechter | 57 kg       | Dinko Petrov (BUL) · kétvállas | 4          | =24.       | visszalépett                  | 4          | 28.        | kiesett           | kiesett    | kiesett    | kiesett           | kiesett    | kiesett    | kiesett           | kiesett    | kiesett    |                   |            |            | kiesett           | kiesett | kiesett | 28.      |
| Jean Schintgen      | 62 kg       | Vojtech Tóth (TCH) · kétvállas | 4          | =22.       | Mihai Şulţ (ROU) · kétvállas  | 8          | =22.       | kiesett           | kiesett    | kiesett    | kiesett           | kiesett    | kiesett    | kiesett           | kiesett    | kiesett    | kiesett           | kiesett    | kiesett    | kiesett           | kiesett | kiesett | 22.      |
| Bernard Philippe    | 73 kg       | Matti Laakso (FIN) · 3-1       | 3          | =16.       | Robert Clark (AUS) · 3-1      | 6          | =20.       | kiesett           | kiesett    | kiesett    | kiesett           | kiesett    | kiesett    | kiesett           | kiesett    | kiesett    | kiesett           | kiesett    | kiesett    | kiesett           | kiesett | kiesett | 20.      |
| Raymond Schummer    | 79 kg       | Lothar Metz (EUA) · kétvállas  | 4          | =20.       | Kazım Ayvaz (TUR) · kétvállas | 8          | =21.       | kiesett           | kiesett    | kiesett    | kiesett           | kiesett    | kiesett    | kiesett           | kiesett    | kiesett    | kiesett           | kiesett    | kiesett    | kiesett           | kiesett | kiesett | 21.      |

## Kajak-kenu
Férfi
| Versenyző                | Versenyszám         | Előfutam | Előfutam | Vigaszág | Vigaszág | Elődöntő | Elődöntő | Döntő   | Döntő    |
| Versenyző                | Versenyszám         | Idő      | Hely.    | Idő      | Hely.    | Idő      | Hely.    | Idő     | Helyezés |
| ------------------------ | ------------------- | -------- | -------- | -------- | -------- | -------- | -------- | ------- | -------- |
| André Conrardy           | Kajak egyes 1000 m  | 4:27,38  | 8.       | 4:28,40  | 5.       | kiesett  | kiesett  | kiesett | kiesett  |
| Marcel Lentz Léon Klares | Kajak kettes 1000 m | 3:54,73  | 7.       | 3:55,58  | 4.       | kiesett  | kiesett  | kiesett | kiesett  |

## Kerékpározás

### Országúti kerékpározás
| Versenyző                                              | Versenyszám     | Idő             | Helyezés      |
| ------------------------------------------------------ | --------------- | --------------- | ------------- |
| René Andring                                           | Mezőnyverseny   | 4:20:57 (+0:20) | 25.           |
| Louis Grisius                                          | Mezőnyverseny   | nem ért célba   | nem ért célba |
| Roby Hentges                                           | Mezőnyverseny   | 4:20:57 (+0:20) | 14.           |
| Roger Thull                                            | Mezőnyverseny   | 4:25:34 (+4:57) | 51.           |
| René Andring Raymond Bley Louis Grisius Nico Pleimling | Csapat időfutam | 2:30:36,30      | 22.           |

## Ökölvívás
| Versenyző     | Versenyszám  | Selejtező                 | 32-es főtábla                     | Nyolcaddöntő                 | Negyeddöntő       | Elődöntő          | Döntő             | Helyezés |
| Versenyző     | Versenyszám  | Ellenfél Eredmény         | Ellenfél Eredmény                 | Ellenfél Eredmény            | Ellenfél Eredmény | Ellenfél Eredmény | Ellenfél Eredmény | Helyezés |
| ------------- | ------------ | ------------------------- | --------------------------------- | ---------------------------- | ----------------- | ----------------- | ----------------- | -------- |
| Roby Rausch   | Légsúly      | erőnyerő                  | Abdel Moneim El-Gindy (RAU) · 0-5 | kiesett                      | kiesett           | kiesett           | kiesett           | 17.      |
| Charles Reiff | Harmatsúly   | erőnyerő                  | Thein Myint (BIR) · 0-5           | kiesett                      | kiesett           | kiesett           | kiesett           | 17.      |
| François Sowa | Kisváltósúly | Raoul Sarrazin (CAN) · KO | kiesett                           | kiesett                      | kiesett           | kiesett           | kiesett           | 33.      |
| René Grün     | Váltósúly    | erőnyerő                  | Phil Baldwin (USA) · KO           | kiesett                      | kiesett           | kiesett           | kiesett           | 17.      |
| Ray Cillien   | Félnehézsúly |                           | erőnyerő                          | Gennagyij Satkov (URS) · 0-5 | kiesett           | kiesett           | kiesett           | 9.       |

## Sportlövészet
Férfi
| Versenyző       | Versenyszám           | Selejtező | Selejtező  | Selejtező  | Döntő   | Döntő    |
| Versenyző       | Versenyszám           | Csoport   | Pont       | Helyezés   | Pont    | Helyezés |
| --------------- | --------------------- | --------- | ---------- | ---------- | ------- | -------- |
| François Fug    | Szabadpisztoly        | A         | 337        | 22.        | 502     | 51.      |
| Victor Kremer   | Sportpuska, fekvő     | B         | 364        | 39.        | kiesett | =78.     |
| Victor Kremer   | Sportpuska, összetett | B         | 488        | 36.        | kiesett | =69.     |
| Marcel Chennaux | Trap                  |           | nincs adat | nincs adat | kiesett | kiesett  |
| Aly Knepper     | Trap                  |           | nincs adat | nincs adat | kiesett | kiesett  |

## Súlyemelés
| Versenyző         | Versenyszám | Nyomás   | Nyomás   | Szakítás | Szakítás | Lökés    | Lökés    | Összesen | Helyezés |
| Versenyző         | Versenyszám | Eredmény | Helyezés | Eredmény | Helyezés | Eredmény | Helyezés | Összesen | Helyezés |
| ----------------- | ----------- | -------- | -------- | -------- | -------- | -------- | -------- | -------- | -------- |
| Roger Hippertchen | 67,5 kg     | 85,0     | =28.     | 85,0     | 28.      | 110,0    | 26.      | 280,0    | 24.      |
| Henri Mersch      | +90 kg      | 117,5    | 18.      | 95,0     | 18.      | 127,5    | 16.      | 340,0    | 16.      |

## Torna
Férfi
| Versenyző                                                                                 | Versenyszám      | Selejtező | Selejtező | Döntő    | Döntő    |
| Versenyző                                                                                 | Versenyszám      | Pontszám  | Helyezés  | Pontszám | Helyezés |
| ----------------------------------------------------------------------------------------- | ---------------- | --------- | --------- | -------- | -------- |
| Marcel Coppin                                                                             | Talaj            | 16,90     | 101.      | kiesett  | kiesett  |
| Marcel Coppin                                                                             | Ugrás            | 17,60     | =87.      | kiesett  | kiesett  |
| Marcel Coppin                                                                             | Korlát           | 17,25     | 98.       | kiesett  | kiesett  |
| Marcel Coppin                                                                             | Nyújtó           | 17,60     | 86.       | kiesett  | kiesett  |
| Marcel Coppin                                                                             | Gyűrű            | 16,70     | =111.     | kiesett  | kiesett  |
| Marcel Coppin                                                                             | Lólengés         | 15,50     | 107.      | kiesett  | kiesett  |
| Marcel Coppin                                                                             | Egyéni összetett |           |           | 101,55   | 100.     |
| François Eisenbarth                                                                       | Talaj            | 13,95     | 127.      | kiesett  | kiesett  |
| François Eisenbarth                                                                       | Ugrás            | 16,20     | 119.      | kiesett  | kiesett  |
| François Eisenbarth                                                                       | Korlát           | 14,20     | 121.      | kiesett  | kiesett  |
| François Eisenbarth                                                                       | Nyújtó           | 14,75     | 117.      | kiesett  | kiesett  |
| François Eisenbarth                                                                       | Gyűrű            | 15,25     | 120.      | kiesett  | kiesett  |
| François Eisenbarth                                                                       | Lólengés         | 12,75     | 119.      | kiesett  | kiesett  |
| François Eisenbarth                                                                       | Egyéni összetett |           |           | 87,10    | 121.     |
| Hubert Erang                                                                              | Talaj            | 16,75     | =104.     | kiesett  | kiesett  |
| Hubert Erang                                                                              | Ugrás            | 17,10     | =102.     | kiesett  | kiesett  |
| Hubert Erang                                                                              | Korlát           | 15,30     | =116.     | kiesett  | kiesett  |
| Hubert Erang                                                                              | Nyújtó           | 13,10     | 120.      | kiesett  | kiesett  |
| Hubert Erang                                                                              | Gyűrű            | 14,75     | 121.      | kiesett  | kiesett  |
| Hubert Erang                                                                              | Lólengés         | 14,85     | 112.      | kiesett  | kiesett  |
| Hubert Erang                                                                              | Egyéni összetett |           |           | 91,85    | 119.     |
| Armand Huberty                                                                            | Talaj            | 17,55     | =86.      | kiesett  | kiesett  |
| Armand Huberty                                                                            | Ugrás            | 17,85     | =63.      | kiesett  | kiesett  |
| Armand Huberty                                                                            | Korlát           | 17,90     | =72.      | kiesett  | kiesett  |
| Armand Huberty                                                                            | Nyújtó           | 18,85     | =17.      | kiesett  | kiesett  |
| Armand Huberty                                                                            | Gyűrű            | 18,10     | =69.      | kiesett  | kiesett  |
| Armand Huberty                                                                            | Lólengés         | 17,30     | =83.      | kiesett  | kiesett  |
| Armand Huberty                                                                            | Egyéni összetett |           |           | 107,55   | 70.      |
| Michel Kiesgen                                                                            | Talaj            | 15,80     | 122.      | kiesett  | kiesett  |
| Michel Kiesgen                                                                            | Ugrás            | 16,65     | 111.      | kiesett  | kiesett  |
| Michel Kiesgen                                                                            | Korlát           | 17,00     | 101.      | kiesett  | kiesett  |
| Michel Kiesgen                                                                            | Nyújtó           | 17,85     | =78.      | kiesett  | kiesett  |
| Michel Kiesgen                                                                            | Gyűrű            | 18,15     | =66.      | kiesett  | kiesett  |
| Michel Kiesgen                                                                            | Lólengés         | 16,50     | =97.      | kiesett  | kiesett  |
| Michel Kiesgen                                                                            | Egyéni összetett |           |           | 101,95   | 97.      |
| Josy Stoffel                                                                              | Talaj            | 18,25     | =46.      | kiesett  | kiesett  |
| Josy Stoffel                                                                              | Ugrás            | 18,45     | =20.      | kiesett  | kiesett  |
| Josy Stoffel                                                                              | Korlát           | 18,70     | =26.      | kiesett  | kiesett  |
| Josy Stoffel                                                                              | Nyújtó           | 18,85     | =17.      | kiesett  | kiesett  |
| Josy Stoffel                                                                              | Gyűrű            | 18,55     | =39.      | kiesett  | kiesett  |
| Josy Stoffel                                                                              | Lólengés         | 18,70     | =18.      | kiesett  | kiesett  |
| Josy Stoffel                                                                              | Egyéni összetett |           |           | 111,50   | =18.     |
| Marcel Coppin François Eisenbarth Hubert Erang Armand Huberty Michel Kiesgen Josy Stoffel | Csapat összetett |           |           | 516,90   | 17.      |

Női
| Versenyző              | Versenyszám      | Selejtező | Selejtező | Döntő    | Döntő    |
| Versenyző              | Versenyszám      | Pontszám  | Helyezés  | Pontszám | Helyezés |
| ---------------------- | ---------------- | --------- | --------- | -------- | -------- |
| Liliane Becker         | Talaj            | 16,200    | 101.      | kiesett  | kiesett  |
| Liliane Becker         | Ugrás            | 16,566    | =83.      | kiesett  | kiesett  |
| Liliane Becker         | Felemás korlát   | 15,499    | 104.      | kiesett  | kiesett  |
| Liliane Becker         | Gerenda          | 15,933    | 90.       | kiesett  | kiesett  |
| Liliane Becker         | Egyéni összetett |           |           | 64,198   | 98.      |
| Yvonne Stoffel-Wagener | Talaj            | 15,766    | =105.     | kiesett  | kiesett  |
| Yvonne Stoffel-Wagener | Ugrás            | 15,566    | 107.      | kiesett  | kiesett  |
| Yvonne Stoffel-Wagener | Felemás korlát   | 14,232    | 109.      | kiesett  | kiesett  |
| Yvonne Stoffel-Wagener | Gerenda          | 14,533    | 111.      | kiesett  | kiesett  |
| Yvonne Stoffel-Wagener | Egyéni összetett |           |           | 60,097   | 106.     |

## Úszás
Férfi
| Versenyző       | Versenyszám | Előfutam | Előfutam | Előfutam | Elődöntő | Elődöntő | Elődöntő | Döntő   | Döntő    |
| Versenyző       | Versenyszám | Idő      | Hely.    | Össz.    | Idő      | Hely.    | Össz.    | Idő     | Helyezés |
| --------------- | ----------- | -------- | -------- | -------- | -------- | -------- | -------- | ------- | -------- |
| René Wagner     | 100 m gyors | 1:04,3   | 7.       | 49.      | kiesett  | kiesett  | kiesett  | kiesett | kiesett  |
| Rudy Muller     | 100 m hát   | 1:12,3   | 7.       | 34.      | kiesett  | kiesett  | kiesett  | kiesett | kiesett  |
| Erny Schweitzer | 200 m mell  | kizárták | kizárták | kizárták | kiesett  | kiesett  | kiesett  | kiesett | kiesett  |

Női
| Versenyző    | Versenyszám | Előfutam | Előfutam | Előfutam | Döntő   | Döntő    |
| Versenyző    | Versenyszám | Idő      | Hely.    | Össz.    | Idő     | Helyezés |
| ------------ | ----------- | -------- | -------- | -------- | ------- | -------- |
| Simone Theis | 100 m hát   | 1:23,9   | 8.       | 30.      | kiesett | kiesett  |

## Vívás
Férfi
| Versenyző                                                              | Versenyszám       | Csoportkör | Csoportkör        | Csoportkör | Csoportkör | Csoportkör               | Csoportkör  | Csoportkör        | Csoportkör | Csoportkör        | Csoportkör | Helyezés    |
| Versenyző                                                              | Versenyszám       | 1. kör | 1. kör            | 2. kör | 2. kör     | Negyeddöntő              | Negyeddöntő | Elődöntő          | Elődöntő   | Döntő             | Döntő      | Helyezés    |
| Versenyző                                                              | Versenyszám       | Ellenfél Eredmény | Hely.             | Ellenfél Eredmény | Hely.      | Ellenfél Eredmény        | Hely.       | Ellenfél Eredmény | Hely.      | Ellenfél Eredmény | Hely.      | Helyezés    |
| ---------------------------------------------------------------------- | ----------------- | --- | ----------------- | --- | ---------- | ------------------------ | ----------- | ----------------- | ---------- | ----------------- | ---------- | ----------- |
| Édouard Didier                                                         | Tőr, egyéni       | 5. csoport · Jesús Gruber (VEN) · 5-0 · Harry Thuillier (IRL) · 5-1 · Jean Khayat (TUN) · 5-2 · Jürgen Brecht (EUA) · 1-5 · Mario Curletto (ITA) · 2-5 · Asen Dyakovski (BUL) · 1-5                                                                              | 4.                | kiesett | kiesett    | kiesett                  | kiesett     | kiesett           | kiesett    | kiesett           | kiesett    | helyezetlen |
| Jean Link                                                              | Tőr, egyéni       | 8. csoport · Kamuti László (HUN) · 5-2 · Brian McCowage (AUS) · 5-2 · Ókava Heizaburó (JPN) · 5-1 · Charles El-Gressy (MAR) · 5-0 · Trần Văn Xuan (VIE) · 5-3 · Orvar Lindwall (SWE) · nem vívtak                                                                | 1.                | 4. csoport · Brian McCowage (AUS) · 5-2 · Tim Gerresheim (EUA) · 4-5 · Luigi Carpaneda (ITA) · 3-5 · Mark Midler (URS) · 0-5 · Janusz Różycki (POL) · 3-5   | 5.         | kiesett                  | kiesett     | kiesett           | kiesett    | kiesett           | kiesett    | helyezetlen |
| Robert Schiel                                                          | Tőr, egyéni       | 9. csoport · Norbert Brami (TUN) · 5-3 · Witold Woyda (POL) · 2-5 · Luigi Carpaneda (ITA) · 2-5 · Roger Closset (FRA) · 1-5 | 4.                | kiesett | kiesett    | kiesett                  | kiesett     | kiesett           | kiesett    | kiesett           | kiesett    | helyezetlen |
| Robert Schiel                                                          | Párbajtőr, egyéni | 6. csoport · Christopher Bland (IRL) · 5-3 · John Simpson (AUS) · 5-1 · Bruno Habārovs (URS) · 2-5 · Janusz Kurczab (POL) · 3-5 · Jules Amez-Droz (SUI) · 3-5 · Abbes Harchi (MAR) · nem vívtak                                                                  | 4.                | kiesett | kiesett    | kiesett                  | kiesett     | kiesett           | kiesett    | kiesett           | kiesett    | helyezetlen |
| Eddi Gutenkauf                                                         | Párbajtőr, egyéni | 10. csoport · Wiesław Glos (POL) · 5-3 · James Margolis (USA) · 5-4 · Norbert Brami (TUN) · 5-2 · José de Albuquerque (POR) · 5-1 · Tsugeo Ozawa (JPN) · 5-4 · Adalbert Gurath Jr. (ROU) · 3-5                                                                   | 2.                | 5. csoport · Bruno Habārovs (URS) · 2-5 · Paul Gnaier (EUA) · 3-5 · Kausz István (HUN) · 0-5 · Bohdan Gonsior (POL) · 4-5 · John Pelling (GBR) · nem vívtak | 6.         | kiesett                  | kiesett     | kiesett           | kiesett    | kiesett           | kiesett    | helyezetlen |
| Roger Theisen                                                          | Párbajtőr, egyéni | 11. csoport · Richard Stone (AUS) · 5-3 · Michel Steininger (SUI) · 5-4 · Pedro Cabrera (ESP) · 5-3 · Yves Dreyfus (FRA) · 2-5 · Ibrahim Osman (LIB) · 4-5 · Bill Hoskyns (GBR) · 3-5 · Rájátszás: · Bill Hoskyns (GBR) · 3-5 · Richard Stone (AUS) · nem vívtak | 4. Rájátszás: =2. | kiesett | kiesett    | kiesett                  | kiesett     | kiesett           | kiesett    | kiesett           | kiesett    | helyezetlen |
| Édouard Didier Jean Link Jean-Paul Olinger Robert Schiel Roger Theisen | Tőr, csapat       | 1. csoport · Franciaország (FRA) · 6-9 · Ausztrália (AUS) · 10-6 | 2.                | Egyesült Államok (USA) · 5-9 |            | kiesett                  |             | kiesett           |            | kiesett           |            | =9.         |
| Eddi Gutenkauf Rudy Kugeler Robert Schiel Édouard Schmit Roger Theisen | Párbajtőr, csapat | 5. csoport · Nagy-Britannia (GBR) · 7-8 · Marokkó (MAR) · 12-4 | 2.                | Lengyelország (POL) · 8 (61)-8 (62) |            | Magyarország (HUN) · 2-9 |             | kiesett           |            | kiesett           |            | =5.         |

Női
| Versenyző       | Versenyszám | Csoportkör | Csoportkör | Csoportkör        | Csoportkör  | Csoportkör        | Csoportkör | Csoportkör        | Csoportkör | Helyezés    |
| Versenyző       | Versenyszám | 1. kör | 1. kör     | Negyeddöntő       | Negyeddöntő | Elődöntő          | Elődöntő   | Döntő             | Döntő      | Helyezés    |
| Versenyző       | Versenyszám | Ellenfél Eredmény | Hely.      | Ellenfél Eredmény | Hely.       | Ellenfél Eredmény | Hely.      | Ellenfél Eredmény | Hely.      | Helyezés    |
| --------------- | ----------- | --- | ---------- | ----------------- | ----------- | ----------------- | ---------- | ----------------- | ---------- | ----------- |
| Colette Flesch  | Tőr, egyéni | 1. csoport · Carmen Vall (ESP) · 4-3 · Maria Nápoles (POR) · 4-2 · Rejtő Ildikó (HUN) · 1-4 · Heidi Schmid (EUA) · 3-4 · Jacqueline Appart (BEL) · 3-4    | 4.         | kiesett           | kiesett     | kiesett           | kiesett    | kiesett           | kiesett    | helyezetlen |
| Ginette Rossini | Tőr, egyéni | 8. csoport · Vera Jeftimijades (YUG) · 4-0 · Kate Baxter (AUS) · 4-2 · Elly Botbijl (NED) · 2-4 · Gillian Sheen (GBR) · 2-4 · Régine Veronnet (FRA) · 1-4 | 5.         | kiesett           | kiesett     | kiesett           | kiesett    | kiesett           | kiesett    | helyezetlen |